# Winthemia deilephilae
Winthemia deilephilae är en tvåvingeart som först beskrevs av Osten Sacken 1887.  Winthemia deilephilae ingår i släktet Winthemia och familjen parasitflugor. Inga underarter finns listade i Catalogue of Life.